# Aimorbada
Aimorbada ist eine osttimoresische Siedlung im Suco Foho-Ai-Lico (Verwaltungsamt Hato-Udo, Gemeinde Ainaro).
Das Dorf befindet sich im Osten der Aldeia Ainaro-Quic auf einer Meereshöhe von 26 m. Nordöstlich liegt das Dorf Bobe, der Hauptort der Aldeia, südwestlich das Dorf Fatumeta. Östlich fließt der Fluss Ukasa. Am anderen Ufer befindet sich das Weiler Gulala sowie verstreut einzelne Häuser und Einöden.